# Miroslav Kutle
Miroslav Kutle, rođen 6. listopada 1957. u Širokom Brijegu u Bosni i Hercegovini, hrvatski je poduzetnik i osuđeni kriminalac. 

## Mladost
Rođen je kao šesto dijete u obitelji Ile i Drage Kutle. Otac je prehranjivao obitelj radeći u Jugomontaži, a kada je dio djece krenuo na škole i na fakultete u Zagreb (1965.) cijela obitelj seli se u hrvatski glavni grad. Nakon završenog prvog razreda osnovne škole Miroslav osnovnu školu nastavlja u Zagrebu da bi nakon završene srednje škole upisao Pravni fakultet. Kasnije će se hvaliti da je prvi diplomirao u svojoj generaciji. Poželio je potom studirati filozofiju i informatiku, ali je odustao za vrijeme studija. Oženio se već na drugoj godini studija Ankicom Beljan, djevojkom s vjeronauka. Da bi prehranio obitelj radi svakojake poslove. Prisjećajući se toga doba jednom će reći: "Dobro se živjelo tada. Sjećam se kada je bila štednja benzina i vozilo se par-nepar sistemom, mogao sam se stalno voziti jer sam imao dva automobila, s parnim i neparnim brojevima." Nakon diplomiranja zaposlio se kao revizor u Mirovinsko-invalidskom osiguranju, ali - kako je kasnije tvrdio -"daleko je to bilo od onoga što sam želio".

## Poslovno carstvo
Dvije-tri godine kasnije u zagrebačkom naselju Sloboština kupio je kafić Moby Dick. Ubrzo kupuje i stan, a kafić pretvara u restoran, da bi naposljetku kupio i restoran Globus na Zagrebačkom velesajmu. Za to razdoblje svog života reći će: "Bilo je to vrijeme inflacije i kredita. Moglo se transakcijama s deviznim polozima za kredite mnogo napraviti. Tko je imao i najmanje smisla za transakcije takve vrste, mogao je napraviti čudo." Iz blagajne restorana Globus, pored širenja poslova na pekaru, praonicu rublja, diskont i pržionicu kave, našlo se dovoljno novca i za financiranje nove stranke - Hrvatske demokratske zajednice (HDZ). Zagrebom je tada kružila priča da HDZ preko Kutlinog restorana Globus pere novac. No, to nikada nije dokazano. Iako tvrdi da nije od HDZ-a naplatio pomoć pri osnivanju stranke (u stranku se učlanio 1989.), malo-pomalo preuzima restorane društvene prehrane u Vjesniku, Astri, Mirovinsko-invalidskom osiguranju i Zagrebačkom aerodromu. Također preuzima i restoran u Hrvatskom saboru.

## Privatizacija i kontroverze
Prekršajni postupak zbog neplaćanja doprinosa za zaposlene u saborskom restoranu, čime je zatajio oko 100 tisuća njemačkih maraka, navodno i dan danas leži u nekoj od ladica zagrebačkog suda. Za 3,7 milijuna njemačkih maraka 1993. kupio je 37% dionica Slobodne Dalmacije u vlasništvu Splitske banke. I to kreditom te iste banke bez javne ponude dionica. Nesuđeni kupac Ivan Kapetanović kasnije je navodno izjavio da mu je direktor splitske banke Frane Mitrović priznao kako je naređenje da se Slobodna Dalmacija proda Kutli dobio od Ivića Pašalića. Možda je svemu tome doprinijela i bliska rodbinska povezanost Kutle s Gojkom Šuškom, dugogodišnjim ministrom obrane u HDZ-ovoj vladi.
Nakon Slobodne Dalmacije Kutle postaje vlasnik i televizijske postaje TV Marjan, Radio Dalmacije, lanca robnih kuća Jadrotekstil, Dalme i drugih tvrtki uključujući tu i Kaštelansku rivijeru, koju su milijunskim kreditima za njega kupili umirovljeni radnici poduzeća - krojačice, vrtlari i čistačice. U Zagrebu je kupio lanac trgovina Slavija i preimenovao ga u Dionu, a kupovinom poduzeća Tisak stekao je monopol na distribuciju novina u Hrvatskoj. Medijski imperij proširio je značajnim udjelima u OTV-u, Obiteljskom radiju i nekadašnjoj TV Mreži. Početkom 2000. i smjenom vlasti u Hrvatskoj uhićen je prilikom pokušaja prelaska hrvatsko-slovenske granice. Podignuta je i optužnica 21. srpnja iste godine. Nakon dugog suđenja Kutle je oslobođen.
Županijski sud u Zagrebu je oslobodio je Kutlu 2005. godine, od optužbi za dvije zloporabe ovlasti na štetu Globus holdinga: kod kupovine dionica trgovačkog lanca Diona te bjelovarskog Univerzala. Godine 2008 je oslobođen zbog loše napisane optužnice.
Dana 12. rujna 2010. pravomoćno je osuđen na 2 godine i 8 mjeseci zatvora zbog malverzacija u pretvorbi tvrtke Gradski podrum.